# 侯莫陈顺
侯莫陳順（？—557年），复姓侯莫陈氏，本姓刘氏，代郡武川镇（今内蒙古自治区呼和浩特市武川县）人，北魏、西魏、北周官员，西魏十二大将军之一。

## 生平
侯莫陈顺年少时豪爽有义气，气度不凡，最初在尔朱荣部下出任统军，后跟随贺拔胜镇守井陉。武泰初年，侯莫陈顺跟随讨伐葛荣，平定邢杲，征讨韩楼，都有战功，出任轻车将军、羽林监。侯莫陈顺又跟随击败元颢，升任宁朔将军、越骑校尉。普泰元年（531年），侯莫陈顺出任持节、征西将军，封木门县子，食邑三百户，很快加散骑常侍、千牛备身、卫将军、阁内大都督。永熙三年（534年），侯莫陈顺跟随魏孝武帝元修入关，侯莫陈顺和宇文泰是同乡，一向友好，而且他的弟弟侯莫陈崇之前就在关中，宇文泰见到侯莫陈顺非常高兴，给他进爵彭城郡公，食邑一千户。
大统元年（535年），侯莫陈顺出任卫尉卿，加仪同三司。等到梁仚定围困逼迫河州，朝廷以侯莫陈顺为大都督，与赵贵前往讨伐击败了他，侯莫陈顺当即代理河州刺史。之后侯莫陈顺跟随宇文泰参与沙苑之战，以军功增加食邑一千户。
大统四年（538年），西魏文帝元宝炬东征，侯莫陈顺与太尉王盟、仆射周惠达等人留守长安。当时赵青雀反叛，王盟和周惠达侍奉太子元钦出走，驻扎在渭水以北。侯莫陈顺在渭水桥梁处与叛军交战，多次击败对方，叛军不敢出战。西魏文帝返回后，亲自握着侯莫陈顺的手说：“渭桥之战，您有突出的功劳。”西魏文帝就解下所佩戴的金镂玉梁带赐给侯莫陈顺。
大统四年（538年），南岐州氐族苻安寿自号太白王，攻克武都，西魏州郡骚动不宁。朝廷以侯莫陈顺出任大都督，与渭州刺史长孙澄等人前往讨伐。贼寇驻扎在地势险要的地方，魏军无法前进。侯莫陈顺于是设下反间计，离间苻安寿的亲信，又立下信守诺言的赏赐，引诱苻安寿的部下。苻安寿知道形势窘迫，就率领部落一千家，前往魏军投诚。当时侯莫陈顺的弟弟侯莫陈崇封彭城郡公，侯莫陈顺改封为河间郡公。大统六年（540年），侯莫陈顺加骠骑大将军、开府仪同三司、代理西夏州刺史，封平原郡公。大统十六年（550年），侯莫陈顺加大将军，出任荆州总管、山南道五十二州诸军事、荆州刺史。北周元年（557年），周孝闵帝宇文觉登基，侯莫陈顺出任少师，四月己巳（557年5月14日），侯莫陈顺进位柱国，当年去世。

## 其他
《席德将墓志》中记载席德将的父亲席怀素曾任开府平原公刘宣的司户参军事，北京大学历史系教授罗新和叶炜怀疑，志文中的平原公刘宣应当就是继承侯莫陈顺爵位之人，很可能为侯莫陈顺之子。罗新和叶炜认为侯莫陈顺与侯莫陈崇兄弟在北魏时已姓刘氏，西魏被赐姓侯莫陈氏，北周末年复姓刘氏。

## 家庭

### 父亲
- 侯莫陈敬，一名兴，柱国、幽朔六州诸军事、朔州刺史、清河郡公[1]

### 兄弟姐妹
- 侯莫陈崇，北周柱国大将军、大司徒、梁庄闵公
- 侯莫陈琼，北周上柱国、脩武恭公
- 侯莫陈凯，隋朝礼部尚书、三巴文公
- 刘氏，嫁北周使持节、大将军、雍州牧、蒲山公李曜

### 孙子
- 侯莫陈诠，唐朝右卫率[14]

## 延伸阅读
[在维基数据编辑]
 《周書·卷19》，出自令狐德棻《周書》